# Duplex (Nachrichtentechnik)
Als Duplex bzw. bidirektionale Übertragung („Zweiweg / Mehrweg“) bezeichnet man in der Kommunikationstechnik die Richtungsunabhängigkeit eines Kommunikationskanals. Das Gegenteil ist Simplex bzw. unidirektionale Übertragung („Einweg“) – diese lässt die Transmission nur aus einer Richtung zu.

## Allgemeines
| Bezeichnung                     | englisch     | Abkürzung        | Beschreibung                                                                                | Anwendungsbeispiele                          |
| ------------------------------- | ------------ | ---------------- | ------------------------------------------------------------------------------------------- | -------------------------------------------- |
| Simplex, oder Richtungsbetrieb  | simplex      | SX               | Daten können in nur eine Richtung übertragen werden, diese Technik ermöglicht keine Antwort | Rundfunk, Pager                              |
| Halbduplex, oder Wechselbetrieb | half duplex  | HX, manchmal HDX | Daten können abwechselnd, aber nicht gleichzeitig, in beide Richtungen fließen              | Wechselsprechanlage, USB bis 2.0             |
| Vollduplex, oder Gegenbetrieb   | full duplex  | DX, manchmal FDX | Daten können in beide Richtungen gleichzeitig übertragen werden.                            | Gegensprechanlage, POTS, Ethernet 1000BASE-T |
| Dual-Simplex                    | dual simplex | DSX              | ähnlich Vollduplex, aber getrennte Sende- und Empfangswege                                  | PCI Express, USB ab 3.0, Ethernet 100BASE-TX |

Historisch sind je nach Kontext unterschiedliche Begriffsverwendungen möglich. So wird im Rahmen des Sprechfunks wie z. B. BOS-Funk, Seefunk oder Amateurfunk als Funkbetriebsart beispielsweise der Begriff Simplex für Wechselsprechen auf nur einer Funkfrequenz verwendet, was nach obiger Tabelle dem Wechselbetrieb oder Half-Duplex entspricht. Werden von Funkstationen zwei verschiedene Funkfrequenzen für Senden und Empfangen verwendet, wobei zu einem Zeitpunkt immer nur empfangen oder gesendet werden kann, ist in diesem Zusammenhang die Bezeichnung Semi-Duplex üblich, was Dual-Simplex in obiger Tabelle entspricht.
Die in der DIN 44302 beschriebenen deutschen Begriffe sind nicht gebräuchlich:
- einseitige Datenübermittlung (one-way communication)
- wechselseitige Datenübermittlung (half duplex transmission, two-way alternate communication)
- beidseitige Datenübermittlung (both-way communication, two-way simultaneous communication)
- Wechselbetrieb (half duplex transmission)
- Gegenbetrieb (duplex transmission)

Werden Informationstransfers in beide Richtungen auf demselben Medium vorgenommen, müssen die Informationen durch Duplex-Verfahren zusammengeführt und getrennt werden.

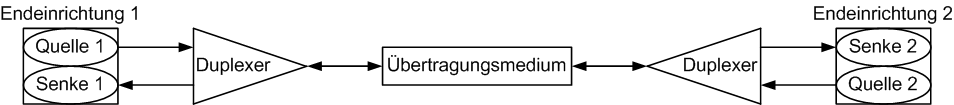
Grundprinzip des Duplex-Verfahrens

Einige praktische Beispiele für Duplex-Verfahren sind:
- In der analogen Telefonie ist die Gabelschaltung für die Zusammenführung und Trennung der Sprachsignale in beiden Richtungen zuständig.
- Zeitduplex (engl. time division duplex, TDD) wird z. B. bei DECT-Telefonen angewendet. Hierbei nutzen Sende- und Empfangskanal die gleiche Frequenz, sind aber zeitlich voneinander getrennt. Die Informationen werden mit Hilfe eines festgelegten Zeitgebers in kurzen Sequenzen zeitversetzt übertragen. Durch die Digitalisierung des Sprachsignals können die Sprachsignale in Blöcke zusammengefasst übertragen werden. Trotzdem besteht auf der analogen Ebene eine kontinuierliche Sprechverbindung in beiden Richtungen. Ein weiteres Beispiel für TDD ist das bei Telefonanlagen verwendete Ping-Pong-Verfahren, das auch als Up0 bezeichnet wird.
- Frequenzduplex (engl. frequency division duplex, FDD) bedeutet, die Informationen für jede Richtung mit Hilfe einer anderen Trägerfrequenz zu übertragen (vgl. Bandlage). Dies kann mit einer Duplexweiche technisch realisiert werden. Es ermöglicht, dass ein Gerät gleichzeitig senden und empfangen kann. 
Frequenzduplex ist für historische, analoge Verfahren zur Funktelefonie, z. B. im A-Netz, B-Netz und C-Netz in Deutschland typisch. 
In der Satellitenkommunikation wird nach Uplink- und Downlink-Frequenz unterschieden, die sogar in unterschiedlichen Frequenzbändern liegen können.[2]
Beim Amateurfunk bezeichnet man es als „Split-Verkehr“, wenn Senden und Empfangen anders als üblich auf verschiedenen Frequenzen (aber im gleichen Amateurfunkband) erfolgt.[3](BE208) So kann etwa eine selten zu hörende Amateurfunkstation, die gleichzeitig durch viele andere gerufen wird (pile up[3](BE202)), darauf hinweisen, dass sie in einem Frequenzbereich oberhalb ihrer eigenen Sendefrequenz nach ihnen hören will.[3](BE204) Auch Relaisstationen senden, um Rückkopplung zu vermeiden, nicht auf ihrer Empfangsfrequenz, sondern üblicherweise auf einer höheren. Die Differenz wird als „Ablage“ bezeichnet und kann nach Frequenzbereich standardisiert sein, so sind im 2-Meter-Band 600 kHz üblich.[4], S. 8 
Eine Feinabstimmung der Empfangsfrequenz, ohne die Sendefrequenz zu ändern, ist nicht mehr unbedingt Frequenzduplex in dem Sinne, dass beides gleichzeitig genutzt werden kann, kommt aber im Amateurfunk ebenfalls vor. Die Vorrichtung dafür wird Receiver Incremental Tuning (RIT), Clarifier oder Telegrafieüberlagerer genannt.[4], S. 284
- Codeduplex (engl. code division duplex, CDD) hier werden die Informationen für jede Richtung durch unterschiedliche Spreizcodes codiert und können so zur selben Zeit auf der gleichen Frequenz übertragen werden.

Im Mobilfunk wird heute meist eine Kombination aus Zeit- und Frequenzduplex eingesetzt. Der mobile Teilnehmer sendet z. B. auf der „Uplink-Frequenz“ 890 MHz in Zeitschlitz 1 und empfängt auf der „Downlink-Frequenz“ 935 MHz zeitversetzt auf Zeitschlitz 5.

## Normen und Standards
- DIN 44302, Ausgabe Februar 1987, Informationsverarbeitung – Datenübertragung, Datenübermittlung – Begriffe